# Oral History
Oral History (englisch; wörtlich übersetzt „mündliche Geschichte“) ist eine Methode der Geschichtswissenschaft, die auf dem Sprechenlassen von Zeitzeugen basiert. Dabei sollen die Zeitzeugen möglichst wenig von dem Historiker beeinflusst werden. Insbesondere Personen aus diversen Milieus sollen auf diese Weise ihre Lebenswelt und Sichtweisen für die Nachwelt darstellen können.
Verwendet wird die Methode vor allem für die Alltagsgeschichte und Volkskunde, auch Lokalgeschichte. Der Begriff Oral History kam in den 1930er-Jahren auf und wird seit den 1960er-Jahren auch im deutschen Sprachraum verwendet. Oft wird er auf alle Formen des Gesprächs mit Zeitzeugen angewandt, obwohl die Methode gerade kein Gespräch, sondern das freie Sprechen beinhaltet. Die meisten Oral-History-Projekte zeichnen die lebensgeschichtlichen Erinnerungen als Audio- oder Video-Interviews auf.

## Ausgangspunkt
Historiker sind auf Quellen angewiesen. Da aber nur ein begrenzter Personenkreis (schriftliche) Quellen hinterlässt, besteht die Gefahr, dass Menschen außerhalb dieses Personenkreises von der Nachwelt unzureichend berücksichtigt werden. Dabei handelt es sich vor allem um Angehörige der Unterschicht; aber auch z. B. Manager haben nicht unbedingt von sich aus die Neigung, ihre Erinnerungen aufzuschreiben.
Eine herkömmliche Interviewtechnik, so die Befürchtung der Anhänger von Oral History, engt den Befragten zu sehr ein. Besser wäre es, den Zeitzeugen möglichst frei aus seinem Leben erzählen zu lassen, sodass der Zeitzeuge selbst entscheiden kann, was er für wichtig hält. Es geht dabei auch um Emotionen und Standpunkte, wie sie in anderen Quellen (Personenstandsakten, Nekrologen usw.) wenig vorkommen. Außerdem könne ein heutiger Historiker nicht wissen, welche Fragen einen Historiker in späteren Zeiten interessieren.

## Vorgehensweise
Traditionell lässt man bei der Oral History seine Zeitzeugen frei erzählen. Das Erzählte wird mit einem Tonaufnahmegerät oder einer Videokamera festgehalten. Erinnerungsstützen wie Fotoalben, persönliche Objekte, Tagebücher usw. unterstützen die Erzählung. Oft werden die Ton-Aufzeichnungen transkribiert, also mehr oder weniger wörtlich in Schrift übertragen. In einer Nachbearbeitung des Gesagten, eventuell mit dem Zeitzeugen, können Widersprüche geklärt oder Unklarheiten beseitigt werden. Umfangreichere Interviewsammlungen werden oft verschlagwortet und in digitalen Interview-Archiven aufbereitet.

## Die Entwicklung der Oral History
Die audiovisuell aufgezeichneten, narrativ-biografischen Interviews der Oral History sind zu einer wichtigen Quelle in der Geschichts- und in weiteren Sozial- und Geisteswissenschaften geworden. Sie halten mündliche Erzählungen von persönlichen Lebensgeschichten für die Nachwelt fest und stehen damit genau an der Schwelle vom individuellen und kommunikativen Gedächtnis der Zeitzeuginnen und Zeitzeugen zum medial geformten kulturellen Gedächtnis der Gesellschaften. Im interdisziplinären Austausch mit der empirischen Kulturwissenschaft, der qualitativen Sozialforschung, den Bildungswissenschaften, der Traumaforschung und den Gender Studies haben sich Standards der Interviewführung und -auswertung etabliert, die in Zeitschriften wie BIOS, der Zeitschrift für Biographieforschung, Oral History und Lebensverlaufsanalysen, und Verbänden wie der International Oral History Association weiterentwickelt werden.
Seit der „Geburt des Zeitzeugen“ wurden viele Forschungsprojekte nach der Methode der Oral History durchgeführt, besonders mit Überlebenden des Holocaust. Im Sinne einer emanzipatorischen „Geschichte von unten“ wurden aber auch Lebensgeschichten von Frauen, Arbeitern oder Geflüchteten aufgezeichnet, also von Menschen, die eher selten schriftliche Zeugnisse hinterlassen. Auch die unterschiedlichen Erfahrungen aus DDR- und Wende-Zeit wurden an vielen Stellen gesammelt. In geringerem Umfang entstanden auch Interviews mit Angehörigen der Eliten aus Politik und Wissenschaft; die Freie Universität Berlin und andere deutsche Hochschulen dokumentieren inzwischen ihre eigene Geschichte mit Oral-History-Projekten.
Seit den 1980er Jahren entstanden neben groß angelegten Forschungs- und Dokumentationsprojekten mit jeweils Hunderten von Interviews auch kleinere Sammlungen mit regionalem oder thematischem Zuschnitt. Oral History-Interviews werden in Universitäten, Museen, Gedenkstätten, Archiven, Bibliotheken und Mediatheken gesammelt. Oft sind sie aber nicht gut erschlossen und schwer zugänglich. Nur wenige Forscher stellen ihre selbst geführten Interviews nach Projektabschluss für Sekundäranalysen bereit. Längst nicht alle Bestände sind digitalisiert. Viele Interview-Archive sind nur vor Ort zu konsultieren.
Zu den größten Oral History-Zentren in Deutschland gehören das Archiv "Deutsches Gedächtnis" am Institut für Geschichte und Biographie der FernUniversität in Hagen (3.000 Interviews), die Werkstatt der Erinnerung an der Forschungsstelle für Zeitgeschichte in Hamburg (2.200 Interviews) und die Digitalen Interview-Sammlungen an der Universitätsbibliothek der Freien Universität Berlin (800 Interviews). Die einzelnen Gedenkstätten zu den nationalsozialistischen Konzentrationslagern und zur DDR-Geschichte haben zusammen wohl über 10.000 Zeitzeugen-Interviews. Viele Museen, Stadtarchive, Geschichtswerkstätten oder Stiftungen haben weitere Bestände (vgl. die unvollständige Liste von Oral-History-Archiven). Eine kleine, aber wachsende Zahl dieser Interviewarchive ist über das Interviewportal Oral-History.Digital recherchierbar.
Inzwischen nutzt die früher primär auf Schriftquellen orientierte zeithistorische Forschung vielfach lebensgeschichtliche, narrative Interviews. Vor allem mit dem Cultural Turn und dem Boom der Memory Studies sind audiovisuell aufgezeichnete Erinnerungen zu wesentlichen Quellen für die Alltags-, Kultur- und Erfahrungsgeschichte geworden. Hinzu kommt ihre zentrale Rolle in der Geschichtsvermittlung durch Ausstellungen und Bildungsprojekte. Zunehmend analysieren auch Literaturwissenschaft, Linguistik oder Philosophie Oral History-Interviews. Dabei rücken neben dem subjektiv-biographischen Charakter des Zeugnisses verstärkt die mediale Verfasstheit und die digitale Rezeption in den Fokus. Während lange Zeit vor allem wenige selbst geführte Interviews analysiert wurden, wächst nun das Interesse an der Zweitauswertung bereits gesammelter Interviews. Die seit der Jahrtausendwende entstandenen digitalen Oral History-Archive erleichtern diese Sekundärnutzung und rücken statt der früher zentralen Transkripte nun die Ton- und Videoaufnahmen ins Zentrum der Analyse.

## Projekte
- Oral-History-Projekte in Deutschland führten unter anderem Lutz Niethammer und Alexander von Plato durch, so zur Lebens- und Sozialgeschichte im Ruhrgebiet zwischen 1930 und 1960 (LUSIR) und, noch vor dem Mauerfall, zur „volkseigenen Erfahrung“ in der DDR.[10]

- Die Oral-History-Archive an der Freien Universität Berlin bieten Zugang zu umfangreichen Interviewbeständen, v. a. mit Lebensgeschichten von Überlebenden des Nationalsozialismus, aber auch zu anderen Themen und Epochen.

- Steven Spielberg hat die Shoah Foundation gegründet, um möglichst viele Zeitzeugen zur Shoah aufzuzeichnen. Die Interviews mit Überlebenden im Visual History Archive sollen nach dem Aussterben dieser Generation die Erinnerung festhalten.

- In den Gedenkstätten zum Holocaust spielen Interviews eine zunehmende Rolle.[11]

- Das Projekt Archimob (Archives de la mobilisation) des gleichnamigen Vereins um den Filmemacher Frédéric Gonseth, dem über vierzig Historiker und Filmschaffende angehören, sammelte zwischen 1999 und 2001 Zeugnisse über die Schweiz während des Zweiten Weltkriegs. Aus 555 Videointerviews entstanden 22 Kurz-Dokumentarfilme sowie die Ausstellung L’Histoire c’est moi. Archimob ist das bisher größte in der Schweiz durchgeführte Oral-History-Projekt.[12]
- Über siebzig Migrantinnen und Migranten haben an dem Projekt Da und fort. Leben in zwei Welten. Immigration und Binnenwanderung in der Schweiz (1945-2000) mitgewirkt und in Erzählworkshops ihre Lebensgeschichten dokumentiert. Sie kamen aus Italien, Deutschland, Ungarn, der Türkei und dem ehemaligen Jugoslawien in die Schweiz. Mit dabei waren auch Schweizerinnen und Schweizer, die in den vierziger und fünfziger Jahren aus abgelegenen Bergregionen in die urbanen Zentren gezogen sind. In einem weiteren Workshop setzten sich Kinder aus europäischen und überseeischen Ländern mit ihren Migrationserfahrungen auseinander.[13][14]

- Das Kernteam von Archimob realisiert seit 2006 ein weiteres audiovisuelles Oral-History-Archiv mit dem Titel humem (von engl. humanitarian memory). In den Jahren 2009 und 2010 wurden mit rund achtzig Persönlichkeiten aus der Entwicklungshilfe seit 1945 ganztägige Interviews geführt. Daraus entstanden ist der erste interaktive Dokumentarfilm der Schweiz, welcher an der Projektausstellung „Die andere Seite der Welt“ von 2011 von 2013 zu sehen ist.[15]

- Das Online-Archiv „Zwangsarbeit 1939–1945“ enthält lebensgeschichtliche Audio- und Video-Interviews von 600 ehemaligen Zwangsarbeitern, Kriegsgefangenen und KZ-Häftlingen aus 27 Ländern. Die Online-Anwendung „Lernen mit Interviews: Zwangsarbeit 1939–1945“[16] hilft Schülern, diese Oral-History-Interviews als historische Quelle zu verstehen.

- Seit 2018 steht das deutsch-griechische Projekt Erinnerungen an die Okkupation in Griechenland der Öffentlichkeit zur Verfügung.

- Seit April 2022 bietet die erste deutschsprachige virtuelle Oral History-Forschungswerkstatt Düsseldorf Raum zur methodischen Diskussion. Ziel ist es, qualitative Standards zu sichern und wissenschaftliche Kompetenzen in der Oral History weiterzuentwickeln. Sie findet als ost-west-deutsches Projekt im monatlichen Wechsel statt mit der Online-Interpretationswerkstatt Erfurt, in der Forschende gemeinsam qualitative Interpretation üben und sich über die konkrete Forschungsarbeit austauschen.

- Im Haus der Bayerischen Geschichte entstand das Portal "Zeitzeugen berichten" mit über 800 Zeitzeugeninterviews zur Bayerischen Geschichte[17]

## Kritik
Nur wenige Historiker betreiben die Oral History in der ursprünglichen aufwändigen Weise, sondern sie benutzen durchaus Fragen und Nachfragen. Dies ist aber nichts anderes mehr als ein gewöhnliches Interview, wie es schon immer geführt wurde. Der Begriff Oral History wird mittlerweile oft als ein bloßes Synonym für Interviews in der Geschichtsforschung verwendet oder für eine Geschichtsschreibung, die sich vor allem auf Interviews als Quelle stützt.
Gerade in der Frühzeit der Oral History wurden große Erwartungen mit der neuen Methode verknüpft: Eine „demokratische Geschichte“ wurde der „offiziellen Geschichte“ gegenübergestellt. Dennoch sind auch die Interviews mit Zeitzeugen nur Quellen, die im Zusammenhang mit anderen Quellen interpretiert werden müssen. Quellentechnisch sind sie ebenso kritisch wie Autobiografien zu sehen. Unter diesen Voraussetzungen einer quellenkritischen Lesart können Oral-History-Quellen auch zur Rekonstruktion von Fakten, die häufig präzise erinnert werden, beitragen.

## Belege
1. ↑  BIOS – Zeitschrift für Biographieforschung, Oral History und Lebensverlaufsanalysen, https://www.budrich-journals.de/index.php/bios
2. ↑  International Oral History Association, https://www.ioha.org/
3. ↑  Martin Sabrow, Norbert Frei (Hrsg.): Die Geburt des Zeitzeugen nach 1945. Göttingen 2012.
4. ↑  Andrea Althaus, Linde Apel: Oral History, Version: 1.0, in: Docupedia-Zeitgeschichte, 28.03.2023, https://dx.doi.org/10.14765/zzf.dok-2478.
5. ↑  Online-Ausstellung Erlebte Geschichte, https://www.erlebte-geschichte.fu-berlin.de, Interviewarchiv Erlebte Geschichte, https://archiv.erlebte-geschichte.fu-berlin.de. Weitere Projekte gibt es in Hagen, Bremen, Oldenburg und Leipzig.
6. ↑  Linde Apel: Oral History reloaded. Zur Zweitauswertung von mündlichen Quellen, in: Westfälische Forschungen 65 (2015), S. 243–254.
7. ↑  Archiv "Deutsches Gedächtnis", https://deutsches-gedaechtnis.fernuni-hagen.de
8. ↑  Oral-History.Digital. Interviewportal, Erschließungsplattform, Forschungsumgebung, https://portal.oral-history.digital/
9. ↑  Linde Apel, Almut Leh, Cord Pagenstecher: Oral History im digitalen Wandel. Interviews als Forschungsdaten, in: Linde Apel (Hrsg.): Erinnern, erzählen, Geschichte schreiben. Oral History im 21. Jahrhundert, Metropol, Berlin 2022, S. 193–222.
10. ↑  Laudatio von Jürgen Reulecke anlässlich der Verleihung des Bochumer Historikerpreises 2002 an Lutz Niethammer
11. ↑  Friedhelm Boll, Annette Kaminsky (Hrsg.): Gedenkstättenarbeit und Oral History. Berlin 1999, ISBN 3-8305-0033-5 (PDF-Datei).
12. ↑  http://www.archimob.ch
13. ↑  Da und fort. Leben in zwei Welten. Immigration und Binnenwanderung in der Schweiz. Limmat Verlag, Zürich 1999, ISBN 3-85791-331-2
14. ↑  Da und fort. Leben in zwei Welten. — Da und fort. Abgerufen am 27. August 2024.
15. ↑  https://www.humem.ch
16. ↑  https://lernen-mit-interviews.de/
17. ↑  https://hdbg.eu/zeitzeugen/
18. ↑  Siehe dazu die selbstkritischen Äußerungen von Selma Leyesdorff: De mensen en de woorden. Meulenhoff, Amsterdam 2004, S. 26/27.
19. ↑  Alexander von Plato: ‚Es war moderne Sklaverei‘. Erste Ergebnisse des lebensgeschichtlichen Dokumentationsprojekts zur Sklaven- und Zwangsarbeit. BIOS 20(2), 2007, S. 251–290, 278–280.